# يونيفلور
يونيفلور بلدية في ولاية بارانا في المنطقة الجنوبية من البرازيل.